# Rigsretssagen mod Donald Trump 2020
 For alternative betydninger, se Rigsretssagen mod Donald Trump 2021.
Rigsretssagen mod Donald Trump blev igangsat den 18. december 2019 af det demokratisk-kontrollerede Repræsentanternes Hus. USA's præsident Donald Trump var dels anklaget for magtmisbrug ("abuse of power") og dels for modarbejdelse af Kongressen ("obstruction of Congress"). Det republikansk-kontrollerede Senat frikendte den 5. februar 2020 præsidenten på begge anklagepunkter. To tredjedele af Senatets 100 medlemmer (67 medlemmer) skal jf. den amerikanske forfatning stemme for forslaget, for at dømme præsidenten. 52 senatorer stemte således mod det første anklagepunkt (magtmisbrug), mens 53 senatorer stemte mod det andet anklagepunkt (modarbejdelse af Kongressen).

## Baggrund
Donald Trump er den tredje amerikanske præsident, der oplever, at en rigsretssag igangsættes under sin embedsperiode af Repræsentanternes Hus. De to andre præsidenter var Andrew Johnson i 1868 og Bill Clinton i 1999. Senatet frikendte både Johnson og Clinton. Et udvalg under Repræsentanternes Hus (det såkaldte "The House Judiciary Committee") havde også vedtaget tre anklagepunkter mod Richard Nixon i 1974, men Nixon valgte efterfølgende at resignere, inden Repræsentanternes Hus nåede at stemme om anklagepunkter. Således blev en formel rigsretssag aldrig indledt mod Nixon.

### Tidligere forsøg på at igangsætte en rigsretssag mod Trump
Flere forsøg på at indlede en rigsretssag mod Trump havde tidligere været forsøgt. Således havde forskellige personer beskyldt Trump for, at han havde beskæftiget sig med aktiviteter – både inden og under hans præsidentperiode – som berettigede en igangsættelse af en rigsretssag.
Det første formelle forsøg på at igangsætte en rigsretssag blev etableret af to demokratiske medlemmer af Repræsentanternes Hus, Al Green og Brad Sherman, i juni 2017. Her blev Donald Trump anklaget for modarbejdelse/hindring af retsvæsenets arbejde ("obstruction of Judges"), primært i relation til Trumps fyringen af den daværende FBI-direktør, James Comey. Republikanerne, som på daværende tidspunkt kontrollerede Repræsentanternes Hus, afviste at behandle forslaget, hvorfor forslaget aldrig kom til afstemning.
I august 2017 – umiddelbart efter urolighederne og terrorangrebet i Charlottesville, Virginia – annoncerede Steve Cohen (demokratisk medlem af Repræsentanternes Hus), at han agtede at introducere et forslag, der havde til formål at igangsætte en rigsretssag baseret på Trumps manglende moralske lederskab ("failed the presidential test of moral leadership"). Den 15. november 2017 introducerede seks demokrater (inkl. Steve Cohen) resolution 621, som indeholdte fem anklagepunkter mod Trump, bl.a. hindring af retsvæsenets arbejde ("obstruction of Judges") og forskellige lovbrud i forbindelse med vederlag ("emoluments clause"). Flere demokrater var modstander af forlaget.
I slutningen af oktober 2017 igangsatte Tom Steyer – en aktivistisk hedge-fund manager, der senere (i 2019) annoncerede sit kandidatur til at blive den demokratiske præsidentkandidat – en kampagne om at igangsætte en rigsretssag mod Trump. Kampagnen fik hurtigt samlet 1,3 millioner underskrifter og havde godt et år efter (i januar 2019) samlet over 7,0 millioner underskrifter.
Al Green, tidligere omtalte demokratiske kongresmedlem, fremlagde i december 2017 endnu et forslag (resolution 646), der ligeledes havde til hensigt at igangsætte en rigsretssag. Denne gang indeholdte forslaget to anklagepunkter, som skulle retfærdiggøre en rigsretssag mod Trump: (i) associere præsidentembedet med hvid nationalisme, nynazisme og had ("Associating the Presidency with White Nationalism, Neo-Nazism and Hatred") og (ii) tilskynde til had og fjendtlighed ("Inciting Hatred and Hostility"). Forslaget refererede forskellige tweets og kommentarer fra Donald Trump, som skulle retfærdiggøre de to anklagepunkter – heriblandt refererede forlaget de udtalelser, som Trump var kommet med i forbindelse med urolighederne og terrorangrebet i Charlottesville, Virginia, i august 2017. Republikanerne – anført af daværende flertalsleder Kevin McCarthy – agtede at sætte et forslag til afstemning i Repræsentanternes Hus, som havde til formål at besejre ("table") Al Green's forslag. Den 6. december 2017 stemte 364 medlemmer af Repræsentanternes Hus for at besejre føromtalte forslag, mens kun 58 medlemmer stemte imod. 238 republikanske medlemmer havde stemt for, mens også et flertal blandt demokraterne (126 medlemmer) havde stemt for. Al Green havde således ikke fået opbakning fra det demokratiske lederskab, hvor Nancy Pelosi og Steny Hoyer efterfølgende i en fællesudtalelse havde påpeget, at det ikke var det rette tidspunkt at overveje at igangsætte en rigsretssag, omend der var rejst legitime spørgsmål om Trumps egnethed.
I januar 2018 forsøgte Al Green endnu engang at rejse forslaget om at igangsætte en rigsretssag, men forslaget blev endnu engang nedstemt ("tabled") med stemmerne 355-66.
Demokraterne vandt flertallet i Repræsentanternes Hus ved midtvejsvalget i 2018, hvilket resulterede i, at snakken om at igangsætte en rigsretssag tog til. Trump havde således ved flere vælgermøder op til midtvejsvalget advaret sine støtter om, at demokraterne ville forsøge at igangsætte en rigsretssag, hvis de vandt et flertal i Repræsentanternes Hus. Nancy Pelosi – som i mellemtiden var blevet formand for Repræsentanternes Hus (Speaker of the House) – tilkendegav efterfølgende, i begyndelsen af januar 2019, at det ikke ville gavne landet at igangsætte en rigsretssag, men hun samtidig ikke ville udelukke, at det ville ske. Det blev på daværende tidspunkt, af flere iagttager, karakteriseret som værende et dilemma for demokraterne, om de skulle igangsætte en rigsretssag eller de skulle afvente nærmere undersøgelser, herunder Robert Muellers Ruslands-undersøgelsen. Efter at have genvundet flertallet i Repræsentanternes Hus havde demokraterne igangsatte adskillige undersøgelse af Trumps handlinger og gøren.

I marts 2019 tilkendegav Nancy Pelosi, at hun ikke støttede en igangsættelse af en rigsretssag. Her påpegede Pelosi bl.a., at en rigsretssag var en meget splittende proces for landet og medmindre, at der ville blive fremvist overvældende beviser og forslaget ville få tværpolitisk støtte, så mente hun ikke, at det var gavnligt for landet at igangsætte en rigsretssag:
"I'm not for impeachment, Impeachment is so divisive to the country that unless there's something so compelling and overwhelming and bipartisan, I don't think we should go down that path, because it divides the country. And he's just not worth it. No. I don't think he is. I mean, ethically unfit. Intellectually unfit. Curiosity wise unfit. No, I don't think he's fit to be president of the United States." – Nancy Pelosi (d. 11. marts 2019)
Den amerikanske justisminister, William Barr, annoncerede d. 22. marts 2019, at specialanklageren Robert Mueller havde indleveret sin endelige rapport (Mueller-rapport) omhandlende russisk indblanding i præsidentvalget 2016, såkaldte Ruslands-undersøgelse. Barr offentliggjorde efterfølgende, d. 24. marts 2019, et referat af Mueller-rapporten, hvoraf det fremgik, at Mueller-rapporten ikke fandt bevis for at rejse tiltale mod andre amerikanere (inkl. folk associeret med Trump) for at have konspireret med Rusland. Ligeledes fremgik det af Barr's referat, at Mueller-rapporten ikke var kommet frem til nogen endelige konklusion om, hvorvidt Trump havde modarbejdet retsvæsenets arbejde ("obstruction of Judges"). Barr og assisterende justitsminister, Rod Rosenstein, konkluderede dog – på baggrund af Mueller-rapporten beviser og gennemgang – at der ikke var tilstrækkelige beviser til at anklage præsidenten for at have modarbejdet retsvæsenets arbejde ("obstruction of Judges").

Store dele af Mueller-rapporten blev offentliggjort d. 18. april 2019, omend dele af rapporten var overstreget for at beskytte kilder og integriteten af igangværende retssager. Rapporten beskrev ti handlinger af præsidenten, som kunne betragtes som at have hindret retsvæsenets arbejde ("obstruction of Judges"). Jf. Mueller-rapporten er der i henhold til den amerikanske forfatning påkrævet andre midler, end det juridiske strafferetssystemet, til formelt at anklage en siddende præsident for forseelser og ulovlighed:
"The Constitution requires a process other than the criminal justice system to formally accuse a sitting president of wrongdoing" – Mueller-rapport (marts, 2019)
Ovenstående bemærkning fra Mueller blev af flere tolket som, at det var op til kongressen at træffe en endelig beslutsomhed, hvorfor støtten til en forundersøgelse ("impeachment inquiry") steg blandt kongresmedlemmer. Ligeledes steg kritikken af justisminister, William Barr, idet flere mente, at hans referat af Mueller-rapporten havde været misvisende. Justin Amash blev det første republikanske medlem af Repræsentanternes Hus til at påpege, at Trumps handlinger berettiget en igangsættelse af en rigsretssag. Ligeledes var Amash kritisk overfor Barr's referat og gøren. Kort tid efter gik Tom Coleman, tidligere republikansk kongresmedlem, også ud og opfordrede til at igangsætte en rigsretssag mod Trump. Ligeledes beskyldte flere demokrater Trumps gøren for at berettige en rigsretssag, hvorfor det demokratisk-ledet Repræsentanternes Hus indledte flere undersøgelse samt stævnede forskellige personer – relateret til Mueller-rapporten – til at vidne og fremlægge relevante dokumenter. En offentlig afhøring af Robert Mueller blev afviklet d. 24. juli 2019 af det demokratisk-ledet Repræsentanternes Hus. Mueller-høring bidrog ikke til at overbevise flere medlemmer af kongressen til at igangsætte en rigsretssag mod Trump. Således udtalte Steve Cohen (demokratisk medlem af Repræsentanternes Hus) efterfølgende, at høringen ikke havde bidraget med særlig meget ("It didn't help tremendously"), ligesom det heller ikke havde overbevist Nancy Pelosi, om at demokraterne skulle indlede en rigsretssag.

### Trump-Ukraine skandalen
Trump-Ukraine skandalen går på, at Donald Trump beskyldes for ulovligt at have presset Ukraine – en udenlandsk stat – til at videregive skadelige informationer/fortællinger om en mulig demokratisk præsidentkandidat, Joe Biden. Endvidere beskyldes Trump for at have presset Ukraine til at videregive informationer, som relaterer sig til den russiske indblanding ved det amerikanske præsidentvalg i 2016.
Trump beskyldes for at have instrueret forskellige betroet personer inden for og uden for hans officielle administration – herunder hans personlige advokat Rudy Giuliani og justisminister William Barr – til at have presset Ukraine til at undersøge konspirationsteorier relateret til amerikansk politik. Trump beskyldes i denne forbindelse for at have tilbageholdt $400 millioner i militær støtte til Ukraine i en noget-for-noget (quid pro quo) aftale med den ukrainske præsident, Volodymyr Zelensky. Her var udbetalingen af den militære støtte angiveligt betinget af, at Ukraine igangsatte en undersøgelse af Joe Biden og hans søn, Hunter Biden, samt igangsatte en undersøgelse af en konspirationsteori, som relaterede sig til Ruslands involvering ved det amerikanske præsidentvalg i 2016 (hacking af det demokratiske partis server). Flere kontakter mellem Det Hvide Hus og den ukrainske regering blev etableret, og det hele kulminerede med en telefonsamtale mellem Trump og Zelensky d. 25. juli 2019.

#### Gengivelse af skandalen
Den 12. august 2019 indgav en unavngiven CIA-medarbejder en whistleblower-klage til det amerikanske efterretningsvæsens generalinspektør ("Inspector General (IG)"), Michael Atkinson. Klagen omhandlede, i henhold til whistlebloweren, en "presserende bekymring", hvori det blev gengivet, at den amerikanske præsident angiveligt skulle have brugt sin magt til at anmode et fremmed land om at blande sig i det amerikanske præsidentvalg 2020. Whistlebloweren havde ikke selv været førstehåndsvidne til de samtaler og handlinger, der var beskrevet i klagen, men havde i stedet opnået viden om disse gennem samtaler med andre embedsmænd i administrationen. Atkinson undersøgte efterfølgende klagen og interviewede i denne forbindelse de forskellige embedsmænd, som i henhold til whistlebloweren kunne underbygge de fremførte påstande.
Efter at Atkinson havde fundet klagen både "troværdig" og "af presserende bekymring" (som defineret og i henhold til "Intelligence Community Whistleblower Protection Act") sendte han klagen videre til Joseph Maguire, Director of National Intelligence den 26. august 2019. Maguire undlod efterfølgende at informere og underrette de relevante komitéer i kongressen om klagen. Som begrundelse for dette henviste Maguire efterfølgende til det amerikanske justitsministerium, som påpegede, at klagen ikke relaterede til aktiviteter inden for Maguires ansvarsområde og autoritet. I henhold til "Intelligence Community Whistleblower Protection Act" skal Repræsentanternes Hus' og Senatets efterretnings-komitéer ("Intelligence Committees") underrettes og have klagen videresendt inden for syv dage.
Den 9. september 2019 skrev Atkinson til Adam Schiff og Devin Nunes – de to ledende medlemmer af Repræsentanternes Hus' efterretnings-komité – og informerede disse om, at der eksisterede en whistleblower-klage, som Maguire på daværende tidspunkt endnu ikke havde videresendt til kongressen. Den 10. september 2019 skrev Schiff til Maguire og spurgte ind til, hvorfor han ikke havde videresendt klagen. I henhold til Schiff sagde Maguire, at han havde tilbageholdt klagen efter retningslinje fra en "højere myndighed", da klagen omhandlede en sag om fortrolig kommunikation ("privileged communications"). Schiff påpegede endvidere, at han var blevet fortalt, at "klagen vedrørte bekymringer i forhold til adfærden fra nogle, som ikke var en del af efterretningstjenesten".
Den ene anklage går ud på, at partiet Demokraterne hævder, at Trump i en telefonsamtale 25. juli 2019 havde forsøgt at få Ukraines præsident Volodymyr Zelenskij til at undersøge Joe Biden (mulig modstander ved præsidentvalget i 2020) og hans søn Hunter Biden, der har siddet i bestyrelsen i et privat ukrainsk energiselskab. Blandt andet ved at indefryse de af kongressen bevilgede midler (2,7 mia. kroner ) til Ukraines militær, samt at aflyse et møde mellem de to præsidenter. Denne anklage blev støttet af 230 medlemmer af Repræsentanternes Hus, mens 197 stemte imod (deriblandt alle republikanerne).
Den anden anklage går ud på, at Trump hævdes at have forhindret kongressens undersøgelse af den førstnævnte anklage. Dette ved ikke at udlevere relevante dokumenter og ved at nægte sine ansatte at vidne i sagen. Denne anklage blev støttet af 229 medlemmer af Repræsentanternes Hus, mens 198 stemte imod (deriblandt alle republikanerne).

## Selve rigsretssagen
Der blev holdt hovedforhandling i Senatet fra 16. januar til 5. februar 2020. I henhold til USA's grundlov blev hovedforhandlingen ledet af justitiarius John Roberts i USAs Højesteret.
Lederen af Repræsentanternes hus, demokraten Nancy Pelosi, oversendte først tiltaleskriftet til Senatet den 15. januar 2020.
Højesteretspræsident Roberts aflagde den 16. januar 2020 ed som præsident for forhandlingerne. Han forestod så ceremonien, hvor senatorerne forsikrede på tro og ære, at de ville behandle sagen upartisk og i overensstemmelse med landets grundlov.
Forhandlingerne begyndte med, at demokraten Adam Schiff, som leder efterretningskomiteen i Repræsentanternes hus, den 22. juni 2020 fremlagde tiltalepunkterne og redegjorde for tidsforløbet i præsidentens påståede magtmisbrug.
Selve forhandlingerne drejede sig mest om, hvorvidt der skulle indkaldes nye vidner under senatets behandling. Dette krævede Demokraterne, som selv havde nægtet Republikanerne at indkalde eller blot udspørge vidner under sagsbehandlingen i Repræsentanternes Hus. En del Republikanere erklærede offentligt, at de ønskede både den anonyme whistleblower, Joe Biden og Hunter Biden indkaldt som vidner for at komme til bunds i korruptionsanklagerne samt godtgøre, at præsidenten havde handlet korrekt. Da spørgsmålet kom til afstemning, endte det imidlertid med, at ingen nye vidner blev indkaldt, og at ingen af de tidligere vidner blev bedt om uddybende at forklare sig.

## Frifindelse
Afstemningen om skyldspørgsmålet fandt sted 5. februar 2020, i to runder. I spørgsmålet om magtmisbrug stemte 52 senatorer for, at Trump ikke var skyldig, mens et mindretal på 48 mente, at han var skyldig. Den anden afstemningsrunde drejede sig om, hvorvidt Trump havde forhindret Kongressen i dens arbejde. Her stemte 53 senatorer for frifindelse, mens 47 mente, at han var skyldig. Da ingen af tiltalepunkterne opnåede to tredjedels flertal, slog højesteretspræsident Roberts fast, at Trump var frifundet.
Samtlige senatorer fra det demokratiske parti stemte for at fradømme Trump hans embede. Senator Mitt Romney stemte i spørgsmålet om magtmisbrug som den eneste republikanske senator for at fradømme Trump hans embede. I spørgsmålet om Trump havde obstrueret kongressens arbejde, stemte Romney med republikanerne, således at afstemningsresultatet fulgte de partipolitiske skillelinjer.